# Intervention péruvienne en Bolivie de 1828
L’intervention du Pérou en Bolivie (aussi appelée invasion péruvienne de la Bolivie) est une opération militaire menée par les troupes péruviennes sous le commandement du général Agustín Gamarra en Bolivie en 1828.
Ce conflit interne bien que marqué par une intervention étrangère est le premier d'importance pour la Bolivie, se produisant trois ans après son indépendance, et met en péril l'indépendance de la Bolivie par l'occupation de son territoire par les troupes péruviennes. 
L'invasion péruvienne vise à forcer les troupes grand-colombiennes à quitter la Bolivie et se produit après que le gouvernement péruvien, en froid avec Simón Bolívar, n'accepte pas le démembrement de la nation péruvienne et la perte du Haut-Pérou, devenu la République de Bolívar (es) puis la Bolivie sous l'impulsion décisive de Bolívar.
En juin de la même année, le traité de Piquiza (es) est signé, ce qui met fin au conflit, après quoi Antonio José de Sucre et les troupes grand-colombiennes quittent la Bolivie.